# Mandrinatge

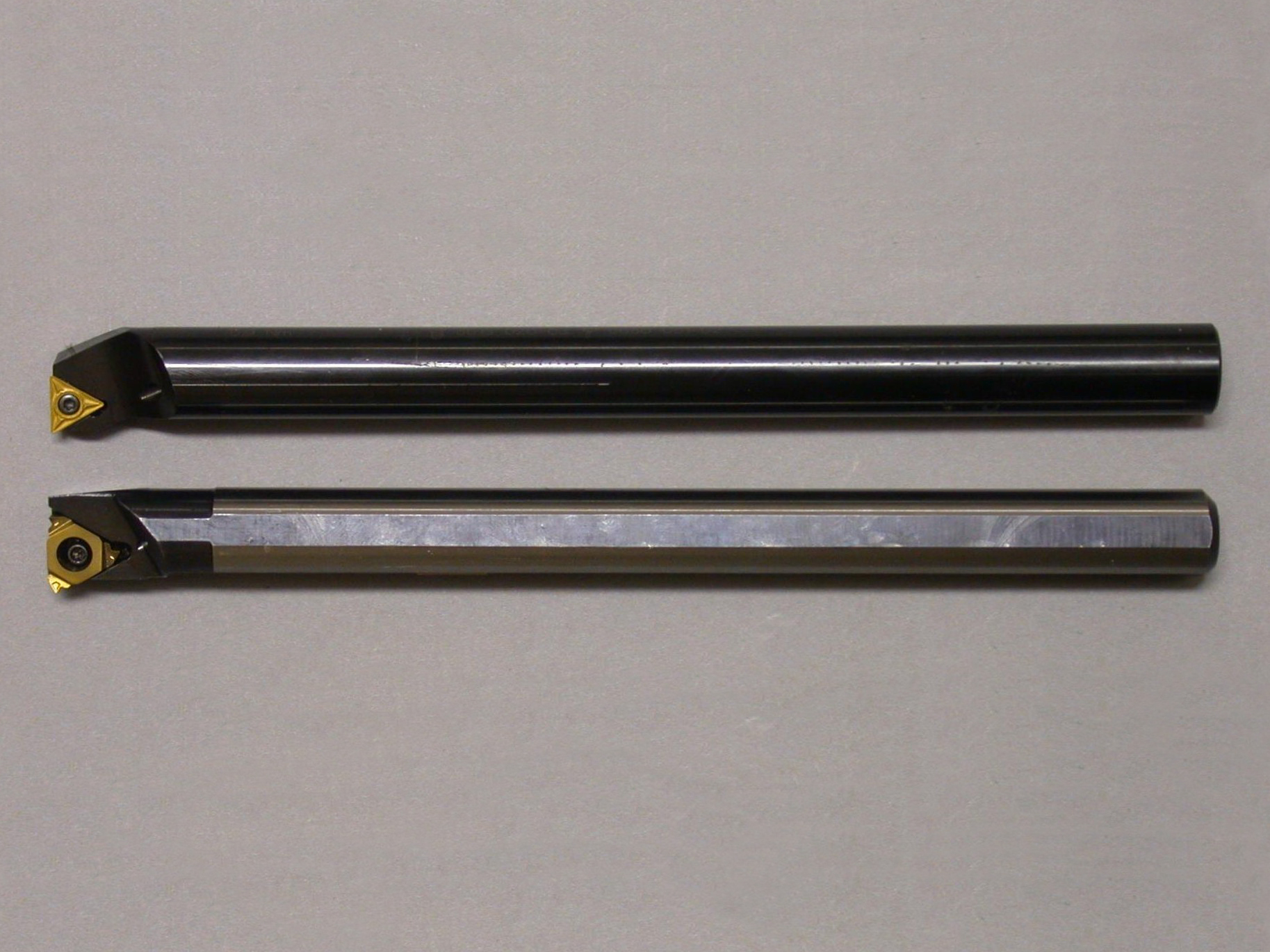
Barres de mandrinar per a torn amb plaquetes intercanviables

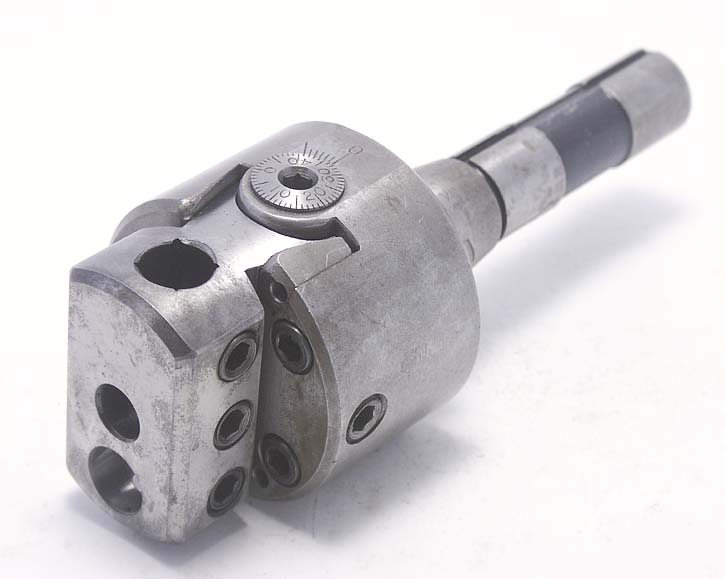
Capçal de mandrinar

S'anomena mandrinatge a l'operació de mecanitzat que es realitza en forats de peces ja realitzats per obtenir una major precisió dimensional, una major precisió geomètrica o una menor rugositat superficial. Es pot utilitzar tant per a forats cilíndrics com a cònics, així com per realitzar rosques interiors.
El mandrinatge pot realitzar-se en diverses màquines eina diferents. Si la peça és un sòlid de revolució petit amb un forat en el seu eix de simetria, el mandrinatge pot realitzar-se en un torn, fent girar la peça en el plat giratori i fixant una barra de mandrinar amb el tall adequat en el contrapunt del torn. Per a altres peces, amb un o diversos forats, s'utilitzen fresadores, mandrinadores i centres de mecanitzat amb una eina rotatòria.
El portaeines utilitzat en una mandrinadora és un mandril micromètric (no s'ha de confondre amb el mandril d'un torn) específicament dissenyat per a això, també denominat capçal de mandrinar. També es pot augmentar el diàmetre de forats ja realitzats duent a terme operacions de trepat (amb una broca) quan les dimensions són adequades per a la màquina i l'eina utilitzades.
La limitació de les condicions de tall en el mandrinatge ve imposada per la rigidesa i el voladís que pugui tenir l'eina, per evitar vibracions excessives que comprometin la qualitat i precisió del forat.

## Elecció de les eines per mandrinar
A les mandrinadores i centres de mecanitzat, a causa de l'alt cost que té el temps de mecanitzat, és de vital importància fer una selecció adequada de les eines que permeti realitzar les mecanitzacions en el menor temps possible i en condicions de precisió i qualitat requerides.
Els factors de selecció per a operacions de mandrinatge són els següents:
- Disseny i limitacions de la peça: mida, toleràncies, tendència a vibracions, sistemes de subjecció, acabat superficial, etc.
- Operacions de mandrinatge a realitzar: exteriors o interiors, ranurats, desbast, acabats, etc.
- Estabilitat i condicions de mecanitzat: tall intermitent, voladís de la peça, forma i estat de la peça, estat, potència i accionament de la màquina, etc.
- Disponibilitat i selecció del tipus de màquina: possibilitat d'automatitzar la mecanitzat, poder realitzar diverses operacions de forma simultània, sèrie de peces a mecanitzar, qualitat i quantitat del refrigerant, etc.
- Material de la peça: duresa, estat, resistència, maquinabilitat, barra, farga, forja, mecanitzat en sec o amb refrigerant, etc.
- Disponibilitat d'eines: qualitat de les eines, sistema de subjecció de l'eina, accés al distribuïdor d'eines, servei tècnic d'eines, assessorament tècnic.
- Aspectes econòmics de la mecanitzat: optimització de la mecanitzat, durada de l'eina, preu de l'eina, preu del temps de mecanitzat

S'ha de seleccionar el major diàmetre de la barra possible i assegurar-se una bona evacuació de l'encenall. Cal seleccionar el menor voladís possible de la barra i seleccionar eines de la major tenacitat possible.
Quan es mandrinen peces cúbiques, aquestes es fixen a la taula de treball de la màquina, i el que gira és l'eina de mandrinar que se subjecta al cargol de la màquina, i on se li dona la velocitat adequada d'acord amb les característiques del material, i el material constituent de l'eina i l'avanç axial adequat.

## Fonaments tecnològics del mandrinatge
En el mandrinatge hi ha sis paràmetres clau:
- 1. Velocitat de tall. {\displaystyle ~(V_{c})} Es defineix com la velocitat lineal a la perifèria de l'eina que està mecanitzant. La seva elecció ve determinada pel material de l'eina, el tipus de material de la peça i les característiques de la màquina. Una velocitat alta de tall permet realitzar la mecanitzat en menys temps però accelera el desgast de l'eina. La velocitat de tall s'expressa en metres/minut
- 2. Velocitat de rotació de l'eina, {\displaystyle ~(N)} normalment expressada en revolucions per minut. Es calcula a partir de la velocitat de tall i del diàmetre major de la passada que s'està mecanitzant.
- 3. Avanç {\displaystyle ~(F)}, definit com la velocitat de penetració de l'eina al material. Es pot expressar de dues maneres: bé com mil·límetres de penetració per revolució de la peça, o bé com mil·límetres de penetració per minut de treball.
- 4 Profunditat de passada: És la distància radial que penetra una eina en la seva fase de treball. Depèn de les característiques de la peça i de la potència de la màquina.
- 5 Potència de la màquina: Està expressada en kW, i és la que limita les condicions generals de la mecanitzat, quan no està limitat per altres factors.
- 6 Temps de mandrinatge {\displaystyle ~(T)}. És el temps que tarda l'eina a efectuar una passada.

Aquests paràmetres estan relacionats per les fórmules següents:
{\displaystyle V_{c}\ \mathrm {(m/minut)} \ =\ {\frac {N\ \mathrm {(rpm)} \ \times \ 3,14\ \times \ \mathrm {Di{\grave {a}}metre\ (mm)} }{1000}}}
{\displaystyle F\ \mathrm {(mm/minut)} \ =\ N\ \mathrm {(rpm)} \ \times F\ \mathrm {(mm/revoluci{\acute {o}})} }
{\displaystyle T\ \mathrm {(minuts)} \ =\ {\frac {\mathrm {Longitud\ de\ passada\ (mm)} }{F\ \mathrm {(mm/minut)} }}}
Generalment, la velocitat de tall òptima de cada eina i l'avanç de la mateixa estan indicats en el catàleg del fabricant de l'eina o, si no, en els promptuaris tècnics de mecanitzat.